# Pierrefitte-ès-Bois
Pierrefitte-ès-Bois è un comune francese di 288 abitanti situato nel dipartimento del Loiret nella regione del Centro-Valle della Loira.

## Società

### Evoluzione demografica
Abitanti censiti